# Orai
Orai ist in der Zellphysiologie ein Protein, das in der Plasmamembran Ionenkanäle mit hoher Selektivität für Calcium-Ionen bildet.
Bisher wurden drei Subtypen von Orai identifiziert: Orai1, 2 und 3.
Bei Abfall der Kalziumkonzentration im Endoplasmatischen Retikulum (ER) werden Orai-Kanäle durch den Calciumsensor Stromal interaction molecule (STIM, v. a. STIM1) in der Membran des ER aktiviert. Durch das Einströmen (Influx) von Calciumionen aus dem Extrazellulärraum in das Zytosol durch Orai-Kanäle werden die intrazellulären Calciumspeicher wiederaufgefüllt.
Damit erfüllen Orai-Proteine eine wichtige Funktion für die Calcium-Homöostase der Zelle.

## Belege
1. ↑  Andriy V. Yeromin, Shenyuan L. Zhang, Weihua Jiang, Ying Yu, Olga Safrina & Michael D. Cahalan: Molecular identification of the CRAC channel by altered ion selectivity in a mutant of Orai. Nature 443 (14. September 2006), S. 226–229  doi:10.1038/nature05108